# Cracticus mentalis
Verdugo-de-dorso-preto (Cracticus mentalis) é uma espécie de ave da família Corvidae.
Pode ser encontrada nos seguintes países: Austrália, Indonésia e Papua-Nova Guiné.